# Chiesa di San Giovanni di Casarsa
la chiesa di San Giovanni di Casarsa è il duomo di San Giovanni di Casarsa, in provincia di Pordenone e diocesi di Concordia-Pordenone; fa parte della forania di San Vito al Tagliamento ed è dedicata a san Giovanni Battista.
"Il Duomo si innalza con la sua mole imponente e maestosa al centro del paese; è inserita, formando un insieme armonico e suggestivo, con gli edifici preesistenti che sorgono in piazza della Vittoria. A sud si può ammirare la trecentesca Loggia Comunale (dove Pier Paolo Pasolini affiggeva i suoi manifesti, ed ex centro "politico" del paese), a est si trova la canonica fatta costruire per volontà del vescovo mons. Casola nel 1869, a nord-est si erge l'imponente campanile fatto erigere da mons. Francesco Franchi tra il 1878 e il 1882, e a nord si trovano gli edifici di origine medievale che costituivano la Corte Zuccheri, diventata ora dopo adeguati lavoro di recupero e restauro, centro parrocchiale".

## Storia

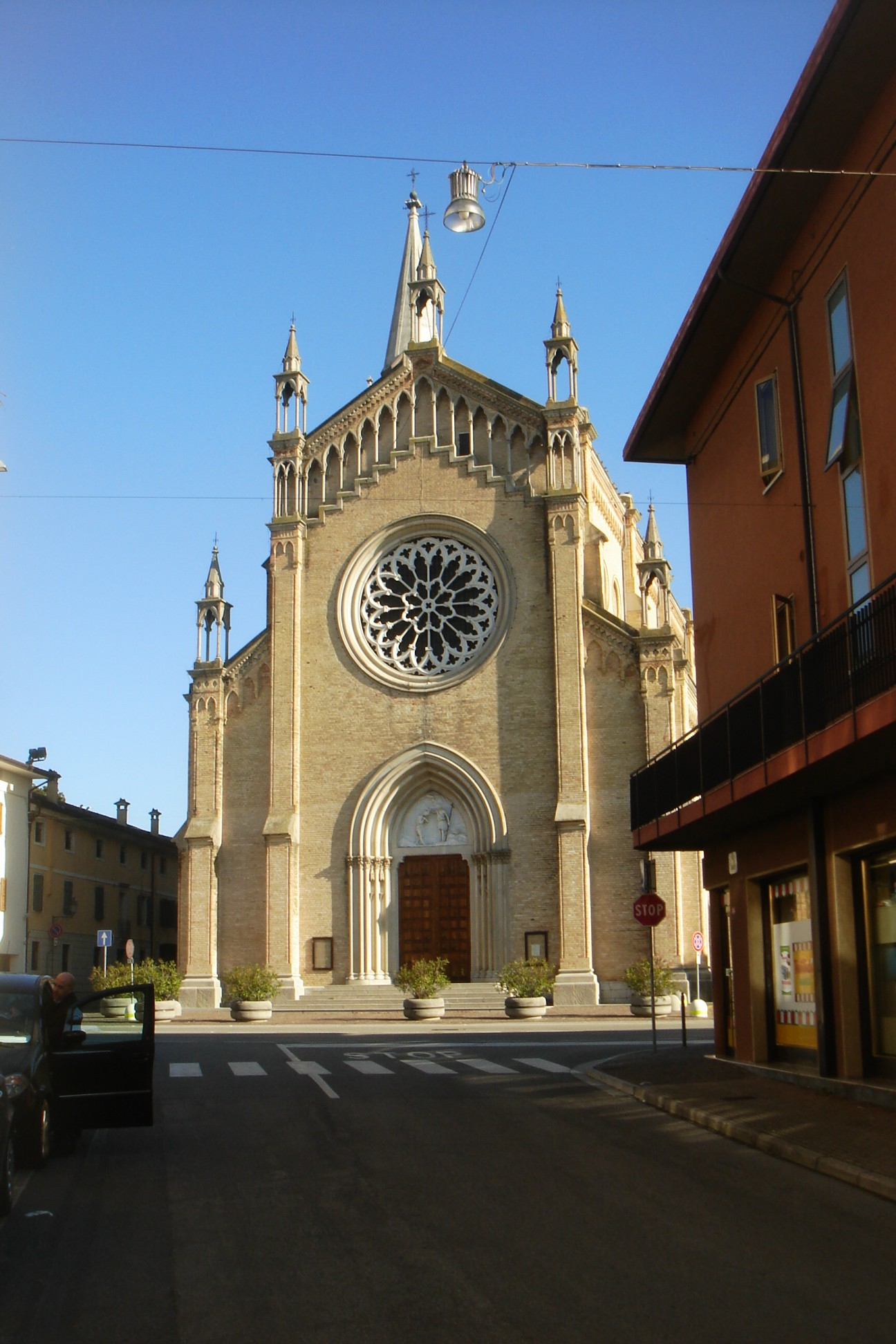
Facciata del Duomo

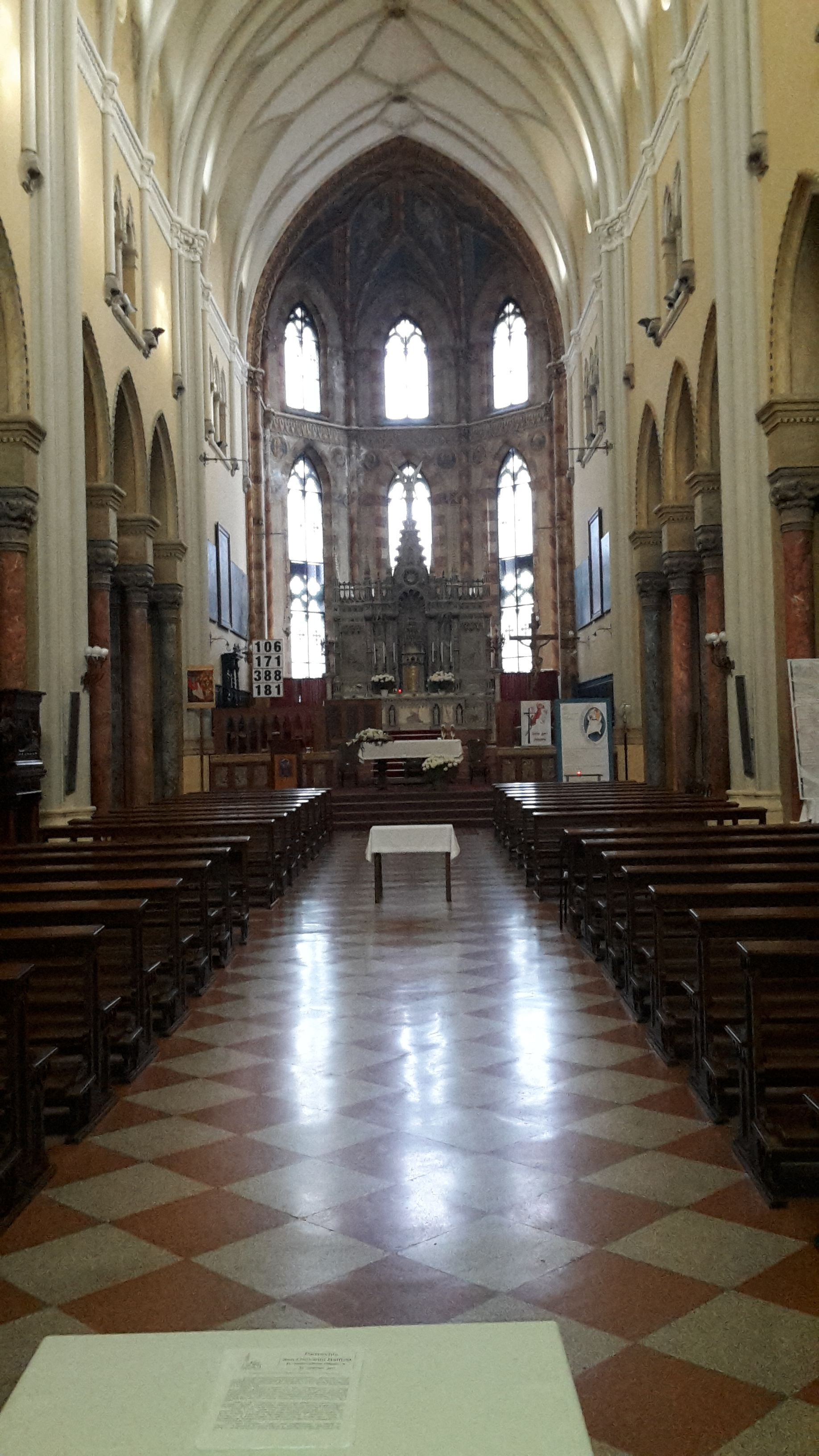
La navata centrale del Duomo di San Giovanni con, sullo sfondo, l'altare maggiore

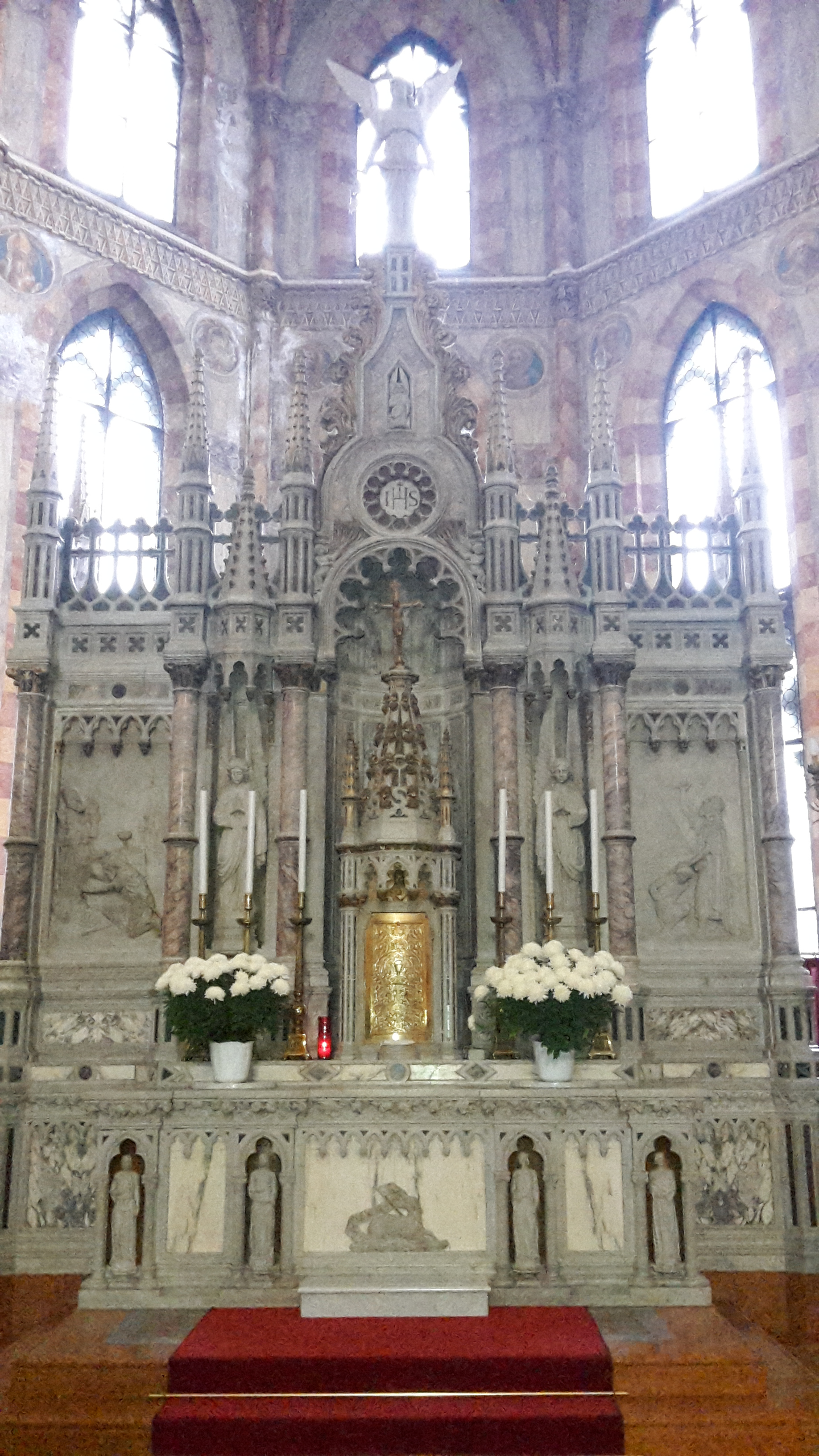
L'altare maggiore sormontato da un angelo con un cartiglio recante la scritta "Gloria in excelsis deo et in terra pax"

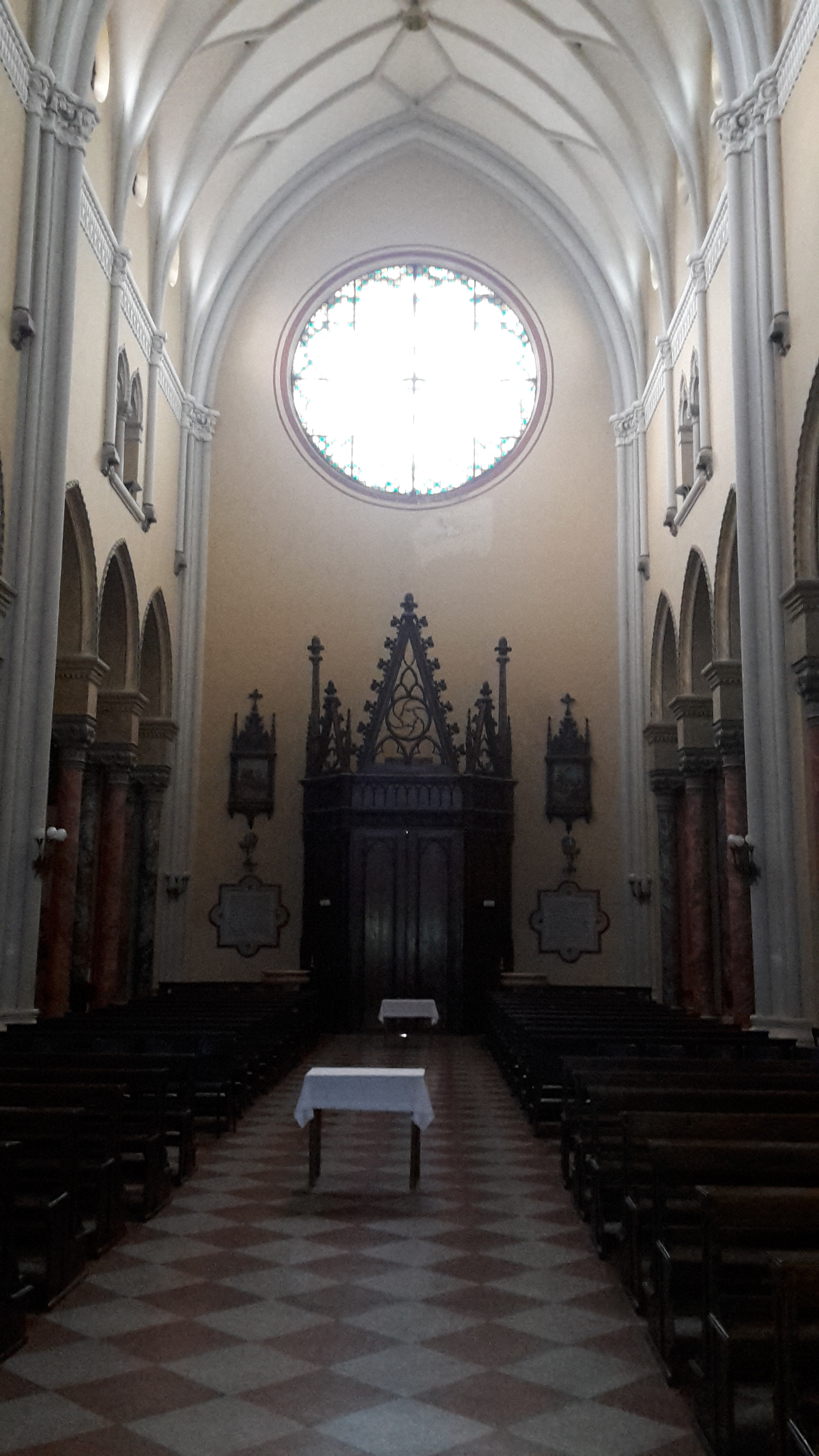
Il fondo della navata del Duomo con il grande e luminoso rosone e l'imponente bussola in legno intarsiato

La chiesa parrocchiale è stata eretta in stile neogotico tra il 1896 ed il 1904, su una precedente chiesa del XIII secolo.
Secondo i documenti, le prime tracce relative alle origini della Pieve di San Giovanni, risalgono all'età longobarda. Si deve quindi presumere che la prima chiesa matrice fosse stata eretta verso il VI-VII secolo e fosse già in quel tempo dedicata a San Giovanni Battista.
Notizie più certe ci vengono, invece, dai documento che risalgono al 996 "quando Ottone III, dondando al vescovo di Concordia Bennone la grande Selva, annovera tra le terre concesse anche la nostra".
Il documento più certo in ogni modo rimane la Bolla di Urbano III del 1186 dove emerge che il vescovo di Concordia, Gionata, nel 1184, avendo necessità di ottenere dal papato il riconoscimento delle prerogative della Diocesi a lui affidata, a Verona ottenne dal papa Urbano III la sua protezione e l'affidamento, tra molte altre cose elencate, i possedimenti della "corte di San Giovanni con tutte le sue pertinenze, vale a dire la Villa di Versutta fino a Casarsa e le decime di San Vito con un manso".
Con ogni probabilità la vecchia chiesa sorgeva su un terrapieno rialzato e protetto da palizzate, con attorno un fossato, alimentato dalla roggia Mussa.
Con il passare del tempo, quando il paese incominciò a perdere il suo ruolo di predominanza sul territorio, quando incominciarono a sorgere i castelli dei centri più vicini come San Vito, Prodolone e Valvasone, la cortina perse le sue caratteristiche e su adattata a recinto cimiteriale.
La vecchia chiesa fu restaurata nella seconda metà del 1500 per volontà del Vescovo Matteo Sanudo, avendola trovata piuttosto angusta e malandata rispetto al ruolo che la Pieve di San Giovanni ricopriva nell'ambito della Diocesi. La chiesa voluta dal Sanudo misurava "21 metri di lunghezza, 14,90 metri di larghezza al centro, mentre verso la porta e prima del coro si stringeva a metri 10,40". Il coro era lungo metri 9,80 e largo metri 6,50: a sud verso la canonica del vicario si trovava la sagrestia. Aveva solo due porte: la principale a ovest, con stipiti ed architrave in pietra lavorata di un certo pregio, e la laterale a sud, verso la casa del cappellano.
Nel 1802 il vicario Don Giacomo Tuzzi abbellì la vecchia chiesa con una facciata più elegante. Tuttavia le esigenze storiche e demografiche imposero la costruzione di una più grande e capiente chiesa, opera di cui si fece carico il parroco dell'epoca, Mons. Francesco Franchi, con la guida dell'ingegnere Federico Berchet i disegni di Domenico Rupolo e l'opera dell'impresa edile di Gerolamo D'Aronco. La maestosa opera finale misura 54 metri di lunghezza, 27 di altezza e 19 di larghezza.

## Interno
Il primo altare che troviamo, sulla sinistra, è l'altare della Vergine del Rosario, che apparteneva alla vecchia chiesa; durante i lavori di costruzione della nuova chiesa fu smontato e ricollocato nella nuova posizione. Tale altare risale al 1714 e fu fatto all'epoca dal Vicario della Chiesa, Francesco Delliadonna, per sostituire un più vecchio e quasi distrutto altare ligneo. 
Proseguendo dritti e oltrepassando la bussola d'entrata, incontriamo l'altare dell'Immacolata, scolpito nel 1908 dall'architetto Domenico Rupolo su marmo di Carrara.
Attraversando l'imponente navata principale e tralasciando l'altare maggiore, ci imbattiamo in un altro capolavoro artistico conservato all'interno del Duomo, cioè l'altare di San Giovanni Battista, realizzato anch'esso in marmo di Carrara dagli scultori Possamai (l'altare) e Policronio Carletti (la statua del santo).
Oltrepassando un magnifico pulpito in legno intagliato e la bussola di ingresso, incontriamo un altro altare presente nella vecchia chiesa: il prezioso altare di San Lorenzo o della Mansioneria.
Dando uno sguardo d'insieme, oltre a pregevoli e preziose opere sparse per tutto il Duomo, non si può non notare la maestosità e la ricchezza dei fregi nel presbiterio e l'imponenza dell'altare maggiore, realizzato totalmente in marmo e adornato da vari artisti.
Ai lati del presbiterio sono presenti una Discesa dello Spirito Santo di Giuseppe Moretto del 1592, una Decollazione di Giovanni Battista di Pomponio Amalteo del 1577., un quadro ignoto raffigurante la risurrezione di Cristo del XVII secolo, un'ultima cena appartenente alla scuola del Tintoretto del XVI secolo, l'agonia di Gesù nell'orto dei Getzemani di Giovanni Carlo Bevilacqua del XVIII secolo e la crocifissione di Baldassare D'Anna del XVI secolo.